# Кроазе сир Ган
Кроазе сир Ган (фр. Croizet-sur-Gand) насеље је и општина у источној Француској у региону Рона-Алпи, у департману Лоара која припада префектури Роан.
По подацима из 2011. године у општини је живело 297 становника, а густина насељености је износила 49,67 становника/km². Општина се простире на површини од 5,98 km². Налази се на средњој надморској висини од 480 метара (максималној 578 m, а минималној 407 m).

## Демографија
| 1962. | 1968. | 1975. | 1982. | 1990. | 1999. | 2011. |
| ----- | ----- | ----- | ----- | ----- | ----- | ----- |
| 231   | 235   | 221   | 218   | 208   | 224   | 297   |

График промене броја становника у току последњих година